# Diocesi di Mediana
La diocesi di Mediana (in latino Dioecesis Medianensis) è una sede soppressa e sede titolare della Chiesa cattolica.

## Storia
Mediana, nell'odierna Tunisia, è un'antica sede episcopale della provincia romana di Bizacena.
Unico vescovo conosciuto di questa diocesi africana è Antacio, il cui nome figura al 27º posto nella lista dei vescovi della Bizacena convocati a Cartagine dal re vandalo Unerico nel 484; Antacio, come tutti gli altri vescovi cattolici africani, fu condannato all'esilio.
Dal 1933 Mediana è annoverata tra le sedi vescovili titolari della Chiesa cattolica; dal 25 maggio 2018 il vescovo titolare è Ernest Obodo, vescovo ausiliare di Enugu.

## Cronotassi

### Vescovi
- Antacio † (menzionato nel 484)

### Vescovi titolari
- John Hugh MacDonald † (11 agosto 1964 - 17 gennaio 1965 deceduto)
- Bernard-Pierre-Edmond Alix † (19 maggio 1965 - 28 ottobre 1971 succeduto vescovo di Le Mans)
- John Michael D'Arcy † (30 dicembre 1974 - 18 febbraio 1985 nominato vescovo di Fort Wayne-South Bend)
- Hans-Reinhard Koch † (15 maggio 1985 - 25 aprile 2018 deceduto)
- Ernest Obodo, dal 25 maggio 2018